# Ville de Hobart
La Ville de Hobart (City of Hobart) est une zone d'administration locale de type city sur la côte est de la Tasmanie en Australie. Elle est située sur la rive ouest du fleuve Denwert et forme l'un des cinq conseils qui couvrent le territoire de la capitale de la Tasmanie, Hobart (The Greater Hobart en bleu clair sur la carte).